# Nannenus lyriger
Nannenus lyriger là một loài nhện trong họ Salticidae.
Loài này thuộc chi Nannenus. Nannenus lyriger được Eugène Simon miêu tả năm 1902.